# Dutch Reality Awards
De Dutch Reality Awards zijn Nederlandse prijzen die worden uitgereikt, tijdens een jaarlijks evenement, aan programma's en personen in het genre reality-televisie.

## Achtergrond
In het najaar van 2023 werden de Dutch Reality Awards in het leven geroepen om extra aandacht te vestigen op het genre reality-televisie. De initiatiefnemers, een aantal mediabedrijven die bewust op de achtergrond blijven, hebben een voorliefde voor het realitygenre en vonden het tijd worden dat realityprogramma's en sterren de erkenning krijgen die ze verdienen, omdat deze met normale televisieprijzen vaak niet meedingen.
De prijzen worden uitgereikt in vijf verschillende categorieën: Beste reality programma, Reality King, Reality Queen, Reality hoogtepunt en Reality doorbraak. In deze categorieën kan gestemd worden op programma's / personen / hoogtepunten die van november vorig jaar tot november van het lopende jaar op televisie uitgezonden zijn. Ongeveer 2 weken voordat de prijzen uitgereikt worden krijgt iedere categorie een top vijf met de meeste stemmen, vanaf dat moment kan uitsluitend op deze top vijf gestemd worden.
De Dutch Reality Awards werden op 1 december 2023 voor het eerst uitgereikt bij Nederlands Instituut voor Beeld en Geluid in Hilversum. Wegens positieve reacties werd besloten het evenement in 2024 terug te laten keren, de prijzen van de tweede editie werden vervolgens op 16 december 2024 in Amsterdam uitgereikt.

## Winnaars
| Jaar | Beste reality programma    | Reality King    | Reality Queen  | Reality doorbraak | Reality hoogtepunt | Ref   |
| ---- | -------------------------- | --------------- | -------------- | ----------------- | --- | ----- |
| 2023 | Echte meisjes in de jungle | Harrie Snijders | Louisa Janssen | Antonio Holsken   | Michella Kox die in Echte meisjes in de jungle met haar uitspraak "Ik ben net een kakkerlak, ik kom altijd terug" als nieuw teamlid van het concurrerende team het kamp in kwam lopen. | [ 7 ] |
| 2024 | Over Mijn Lijk             | Harrie Snijders | Michella Kox   | Corrina Kouwen    | Els van Roode met haar uitspraak "Who ELSe?" in B&B Vol Liefde | [ 8 ] |